# Brain Salad Surgery
Brain Salad Surgery es el quinto álbum de la banda de rock progresivo Emerson, Lake & Palmer, lanzado en 1973; es su cuarto álbum de estudio. Y es considerado uno de los mejores álbumes del grupo, y uno de los más relevantes del género. Greg Lake es coautor de las letras de las canciones con su excompañero de banda en King Crimson: el letrista Peter Sinfield.
Las ilustraciones de la portada del disco son de Hans Ruedi Giger.

## Piezas

El nuevo logo de ELP diseñado por H. R. Giger para el álbum

### Lado A
| N.º | Título                                 | Letras              | Música       | Arreglo                                             | Duración |  |
| 1.  | «Jerusalem»                            | W. Blake            | H. Parry     | Emerson, Lake & Palmer                              | 2:44     |  |
| 2.  | «Toccata»                              | Instrumental        | A. Ginastera | Carl Palmer (movimiento de percusión) Keith Emerson | 7:21     |  |
| 3.  | «Still...You Turn Me On»               | G. Lake             | G. Lake      |                                                     | 2:53     |  |
| 4.  | «Benny the Bouncer»                    | P. Sinfield G. Lake | K. Emerson   |                                                     | 2:21     |  |
| 5.  | «Karn Evil 9: 1st Impression, Part. 1» | P. Sinfield G. Lake | K. Emerson   |                                                     | 8:36     |  |

### Lado B
| N.º | Título                                 | Letras              | Música                                                                                | Duración |  |
| 1.  | «Karn Evil 9: 1st Impression, Part. 2» | P. Sinfield G. Lake | Keith Emerson                                                                         | 4:46     |  |
| 2.  | «Karn Evil 9: 2nd Impression»          | Instrumental        | K. Emerson F. Liszt (primero de los "Valses de Mefisto" ) S. Rollins ( "St. Thomas" ) | 7:07     |  |
| 3.  | «Karn Evil 9: 3rd Impression»          | P. Sinfield G. Lake | Keith Emerson                                                                         | 9:23     |  |

## Músicos
- Keith Emerson – órgano Hammond c3 y L100, piano, clavecín,[2] sintetizadores Moog construidos expresamente, Moog Constellation, voz de computadora en "Karn Evil 9. 3rd Impression", acordeón[2]
- Greg Lake – voz, bajo, guitarra acústica 6 y 12 cuerdas, guitarra eléctrica
- Carl Palmer – batería, rototoms, timbales, tam-tams, campanas tubulares, marimba, temple blocks, flexatono (flexatone en inglés), dulcémele martillado (hammered dulcimer en inglés)[2], triángulo, sintetizador de percusión

## Los temas
- "Jerusalem" es una versión de un himno homónimo muy popular en Inglaterra, sobre todo en comunidades religiosas, sacado del poema "And did those feet in ancient time", con el que William Blake abría su obra "Milton: un poema". La melodía y la armonía del himno, y también de la versión de ELP (básicamente), son las de la composición de Hubert Parry. Más contemporáneamente ha sido el himno de los laboristas en Inglaterra desde final de la Segunda Guerra Mundial con el que se proclamó la implantación del estado benefactor. La versión de ELP se mantiene a su vez como un himno del rock progresivo.[3]

- "Toccata". Continúa el disco con este poderoso instrumental, constituido por varios pasajes del cuarto movimiento del "Concierto para piano nº 1" de Alberto Ginastera. Emerson, Lake y Palmer lo visitaron en Ginebra, Suiza, para solicitarle permiso para usar su adaptación. El compositor argentino quedó impresionado por la calidad de la pieza y la aprobó.

- "Still...You Turn Me On", la balada de este disco, es otra excelente canción, muy exitosa.

- "Benny the Bouncer" es la última en la serie de canciones sobre el viejo oeste, y es un poco más conocida que las otras dos de la serie.

- "Karn Evil 9". El disco finaliza con esta pieza épica que se divide en tres "impresiones": 
  - La primera es la más conocida ("Welcome back my friends to the show that never ends..."), y trata al principio de lo que queda después de una guerra, y entonces cambia radicalmente a la intervención de un maestro de ceremonias presentándo al público las exhibiciones que tienen. Se trata de una de las partes del disco con mayor densidad de sonido, lo que ocasiona una diferencia de volumen muy apreciable entre los pasajes de la 1.ª cara del LP y los de la 2.ª, ya que esa "impresión" va repartida entre ambas (los surcos del principio de una cara de un LP dan mayor calidad de reproducción que los del final, debido a que, con la misma velocidad, la aguja lee más surco por lo mismo que cualquier circunferencia tiene mayor perímetro que otra interior suya, y así la aguja encuentra más información; por esta razón, las piezas comerciales solían ir al principio de las caras de un LP).
  - La segunda "impresión" es un instrumental, construido principalmente por Keith Emerson, que suena bastante como jazz en algunas secciones: de hecho, contiene una cita del calipso St. Thomas, de Sonny Rollins[4]. Contiene también material reelaborado del primero de los "Valses de Mefisto" ("Mephisto-Walzer", de Liszt: "El baile en la taberna de la aldea" ("Der Tanz in der Dorfschenke").
  - La tercera y última "impresión" cuenta con la voz de Keith Emerson electronizada, y es una historia acerca de la pelea entre la máquina y el humano; la música evoca una batalla en un medievo fantástico, como de historieta gráfica o de dibujos animados.

## Piezas de la grabación que no se incluyeron en el álbum original
- "When the Apple Blossoms Bloom in the Windmills of Your Mind I'll Be Your Valentine".
- "Brain Salad Surgery". Se incluyó en un flexi disco promocional junto con pasajes del álbum. Años después, constituiría la cara B del sencillo "Fanfare for the Common Man".
- "Tiger in a Spotlight". La melodía de la pieza se empleaba en algunos pasajes instrumentales improvisados de los conciertos, como puede oírse en la interpretación de "Take a Pebble" en el disco doble en directo "Welcome Back My Friends to the Show That Never Ends".
  - Las tres piezas se incluirían años más tarde en el álbum "Works. Vol. II".

## Sencillos correspondientes
- "Jerusalem" / "When the Apple Blossoms Bloom in the Windmills of Your Mind I'll Be Your Valentine". Manticore (diciembre de 1973)
- "Brain Salad Surgery" / "Still You Turn Me On". Manticore (diciembre de 1973)

## El título
(De la Wikipedia en inglés)
Según las notas de la reedición de 1996, el presidente de Manticore Records, Mario Medious, tomó la expresión de una canción de éxito de Dr. John: "Right Place, Wrong Time", publicada el 26 de enero de 1973. Dice así: 
- [...]Just need a little brain salad surgery
- Got to cure this insecurity [...]

Con ella, se sustituyó el título provisional: "Whip Some Skull on Yer". Una y otra, son expresiones de argot para referirse a una felación.

## La portada
(De la Wikipedia en inglés)
Se considera la portada del álbum como una de las más memorables (y a menudo perturbadoras) de su tiempo. Presenta el arte de carácter biomecánico y monocromático propio de H. R. Giger, un mecanismo industrial y una calavera humana y el que sería el nuevo logotipo de ELP, creado por él. La parte inferior del rostro de la calavera se halla cubierta por un "visor" circular que muestra lo que sería esa parte cubierta de carne. En la edición original del LP, la lámina exterior de la portada estaba efectivamente dividida en dos mitades que se abrían como dos hojas de puerta, salvo que la sección circular, el "visor", era una prolongación de la hoja derecha, y la izquierda tenía el vano correspondiente para que encajara como en un rompecabezas. Abriendo esa puerta de doble hoja, se revelaba la imagen completa de la cabeza de una mujer, para la que el artista había tomado como modelo la de su propia esposa. Tenía el cabello como de "extraterrestre", y el rostro estaba lleno de escaras; una de ellas era la de una lobotomía frontal; otra, el símbolo del infinito. Las dos imágenes de la mujer son muy parecidas, pero en la exterior se advierte en el "visor" lo que parece ser la parte superior de un falo justo bajo la barbilla, irguiéndose desde una columna, situada un poco más abajo, formada por parte del logotipo "ELP". Originalmente, la imagen interior presentaba el falo completo, pero se suprimiría a instancias de la compañía discográfica. La contraportada era negra con el título en letras blancas.
En ediciones posteriores del LP (y en casi todas las del CD), la portada consta de una sola lámina, la exterior; y la interior aparece en la contraportada. No obstante, la reedición de 1993 de Victory Music, en CD, presentaba la obra en un Digipak especial con la lámina exterior dividida en dos hojas como era en origen, y también podía abrirse, pero para dejar al descubierto un pequeño póster, con las letras en un lado y fotos de los músicos en el otro, que era una reproducción del de la funda interior del álbum original. La edición de Rhino de 1996 optó por una cubierta lenticular, con la que podían verse superpuestas las dos imágenes si se movía la caja. 
Para una y otra imagen, se empleó pintura gris con aerógrafo, de modo que tuvieran un aspecto de metal y mecánico. Aun así, en algunas ediciones del álbum se emplearía demasiado rojo en la impresión de la lámina exterior, haciendo que la imagen pareciera, en palabras de Giger, "un montón de caca de la vaca".
El logotipo de ELP diseñado por Giger, en el que se cierra en círculo la "E" y la parte superior de la "P" en torno a una columna formada por la "L" y el trazo vertical de la "P", se convirtió en el emblema del trío, y se ha usado ampliamente desde entonces.
Las dos ilustraciones de la portada se llaman "Work #217 ELP I" y "Work #218 ELP II". Las pinturas originales, hechas con acrílico en papel, se perdieron (o fueron robadas) tras una exposición de obras de Giger en el Museo Técnico Nacional de Praga, exposición que duró hasta el 31 de agosto de 2005.